# Jacob luchando con el ángel

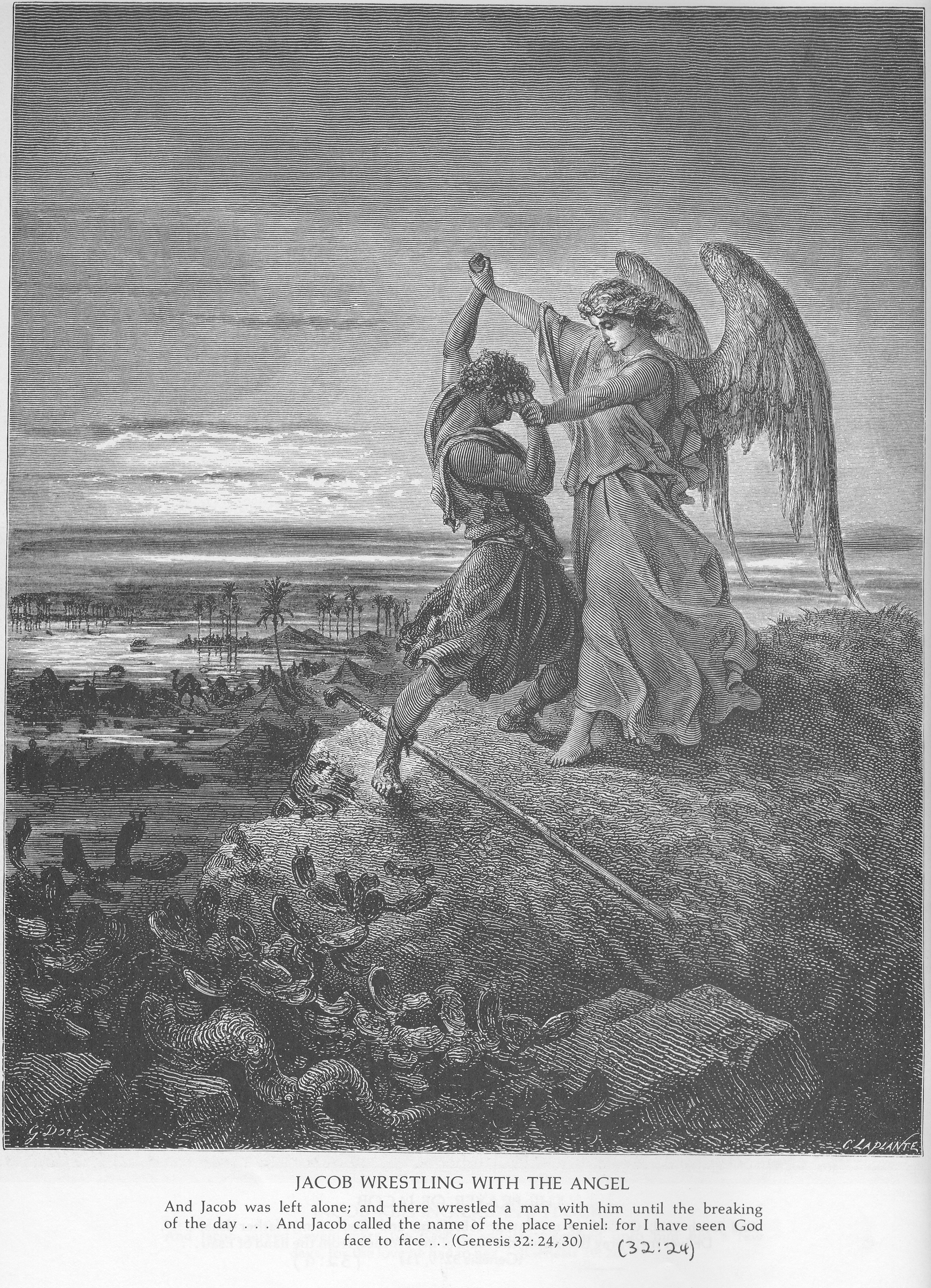
Gustave Doré, 1855

Jacob luchando con el ángel es un episodio bíblico (Génesis 32 y Oseas 12) muy representado como tema artístico.

## Narrativa bíblica
En la Biblia, la etimología de los lugares o pueblos, en su gran mayoría, llevan el nombre de un patriarca fundador. Así; Cam es el fundador de los cananeos, Sem de los semitas, Edom de los edomitas, etc. Véase tabla de naciones.
El caso de los israelitas es de origen divino. El Dios de Israel, Yahveh, le cambia el nombre al patriarca Jacob, ya sea de manera directa o indirecta.
Se indica que los hijos de Isaac (Jacob y Esaú) discutían por la primogenitura debido a que eran mellizos, Isaac favorecía a Esaú, mientras su madre (Rebeca) favorecía a Jacob, Yahveh continuamente declaró su amor por Jacob: «... yo amé a Jacob, y aborrecí a Esaú...». Cerca de su muerte y casi ciego, Isaac llama a Esaú para darle su bendición, Rebeca al escuchar esas palabras llama a Jacob y lo disfraza de Esaú, así Isaac bendice a Jacob, por ese motivo la rivalidad llegó a tal punto que se temía que Esaú asesinara a Jacob.
Jacob es entonces enviado a vivir con sus tíos, allí conoce a su gran amor Raquel y su otra esposa Lía. Con el tiempo, Jacob se vuelve una persona poseedora de grandes bienes.
Tras 20 años de exilio, Jacob regresa a la tierra de su padre y teme un enfrentamiento violento con su hermano que nunca ha salido de la tierra.

Jacob siguió su camino, y le salieron al encuentro ángeles de Elohim. Y dijo Jacob cuando los vio: Campamento de Elohim es este; y llamó aquel lugar Mahanaim (campamento doble).Y envió Jacob mensajeros delante de sí a Esaú, a la tierra de Seir (Edom)
Génesis 32:1

Los mensajeros volvieron a Jacob, diciendo: "Vinimos a tu hermano Esaú, y él también viene a recibirte, y cuatrocientos hombres con él." Entonces Jacob tuvo gran temor, y se angustió. Jacob ora a Yahweh para que lo liberara de la mano de Esaú. Con la esperanza de enmendarse, Jacob envía lujosos obsequios a su hermano.
Más tarde, Jacob cruza un río (el río Jaboc "río torcido") allí despliega su tienda para pasar la noche. 
En ese lugar, un ser desconocido lo incita a luchar, Jacob lucha y no se deja caer, a lo que el desconocido le pregunta por su nombre, me llamo Jacob, lo que el desconocido replica, ya no será más tu nombre.

Ahora será Israel, por que tienes poder con Elohim, con los hombres y prevaleces. Entonces Jacob le dijo: ahora te toca decirme cómo te llamas, el desconocido respondió:¡Pues ya debieras saberlo!. El desconocido bendice a Jacob y se marcha. Jacob llamó a ese lugar Penu-Ēl (Rostro de Ēl), pues dijo: «¡He visto a Elohim cara a cara, y todavía sigo con vida!.
Génesis 32:28-30

Sin embargo, después de Oseas 12 se interpreta a menudo como «el que lucha con Elohim Yahweh».

Disputa tiene Yahveh con Judá para castigar a Jacob por sus acciones; va a darle su merecido por sus hechos. En el seno materno agarró a su hermano por el talón, y cuando creció luchó con un ángel y logró vencerlo. Luego lloró, y cuando lo encontró en Bethel le rogó. Allí él habló con nosotros. Yahveh es el Elohim de los ejércitos, su nombre es Yahveh, por lo tanto, vuelve a tu Elohim.
Oseas 12:4

Basados en los dos pasajes (Genesis y Oseas) se infiere que aquel desconocido es un ángel de Yahveh o el mismo Yahveh. Las traducciones tradicionales para el Génesis 32:28/29 son;
- Porque has luchado con Dios y con los hombres, y has prevalecido.
- Porque como príncipe has luchado con Dios y con los hombres, y has vencido.
- Porque has peleado con Dios y con los hombres, y has vencido.

## Interpretaciones
El ser que lucha con Jacob se describe en otros versículos como varón, deidad, hombre, etc. Algunos exégetas han interpretado que tal diferencia corresponde a distintas fuentes, mientras otros son sensibles al lenguaje fluido del mito.
Aunque en el Tanaj, el Genesis es siglos muy anterior al libro de Oseas, la edad relativa entre los textos bíblicos no está clara, ya que ambos son parte de la Biblia hebrea redactada en el Período del Segundo Templo, y se ha sugerido que malakh (ángel en Oseas) pueda ser una enmienda tardía del texto, y como tal representan una interpretación judía temprana.

## Iconografía

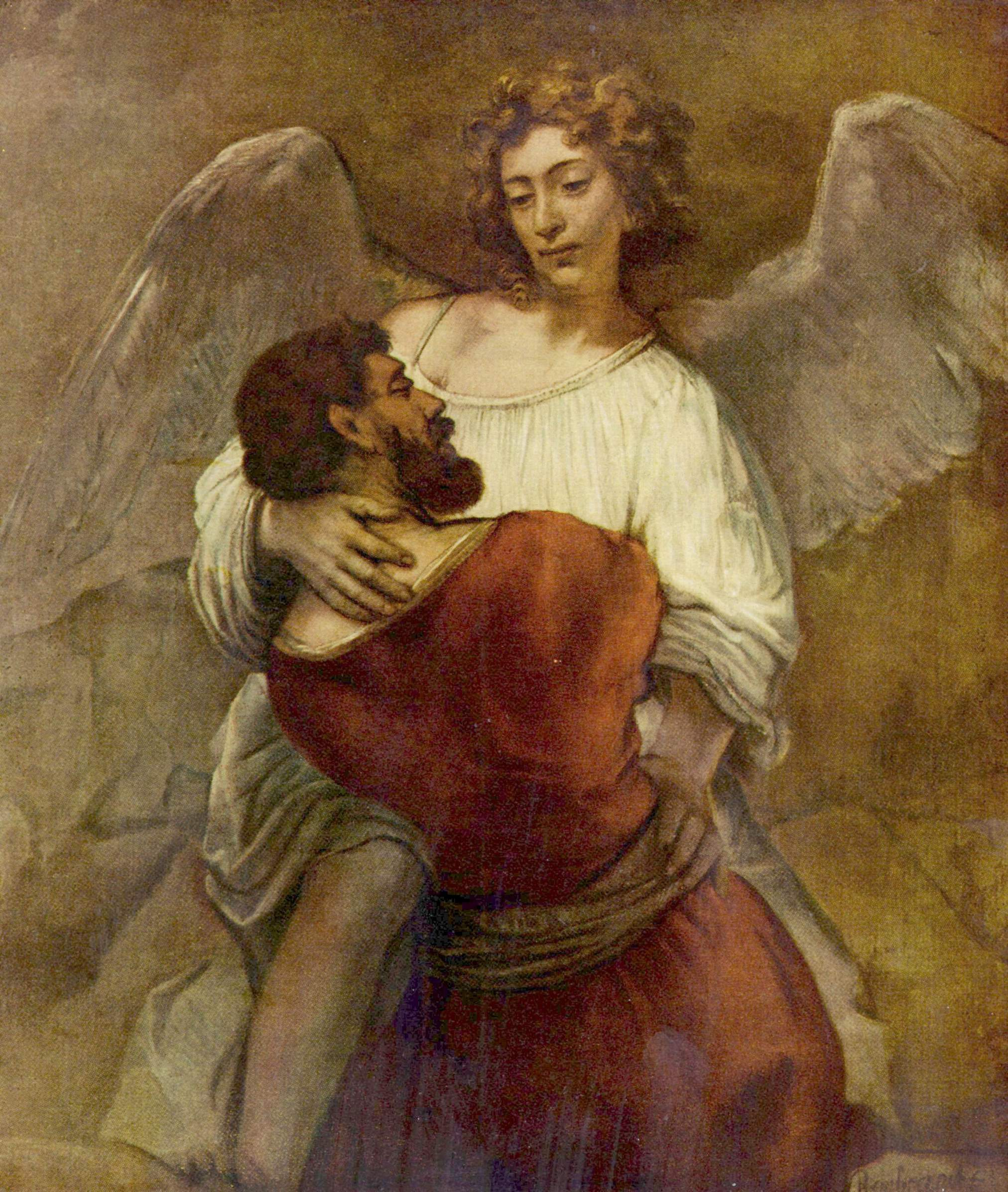
Rembrandt (1659)
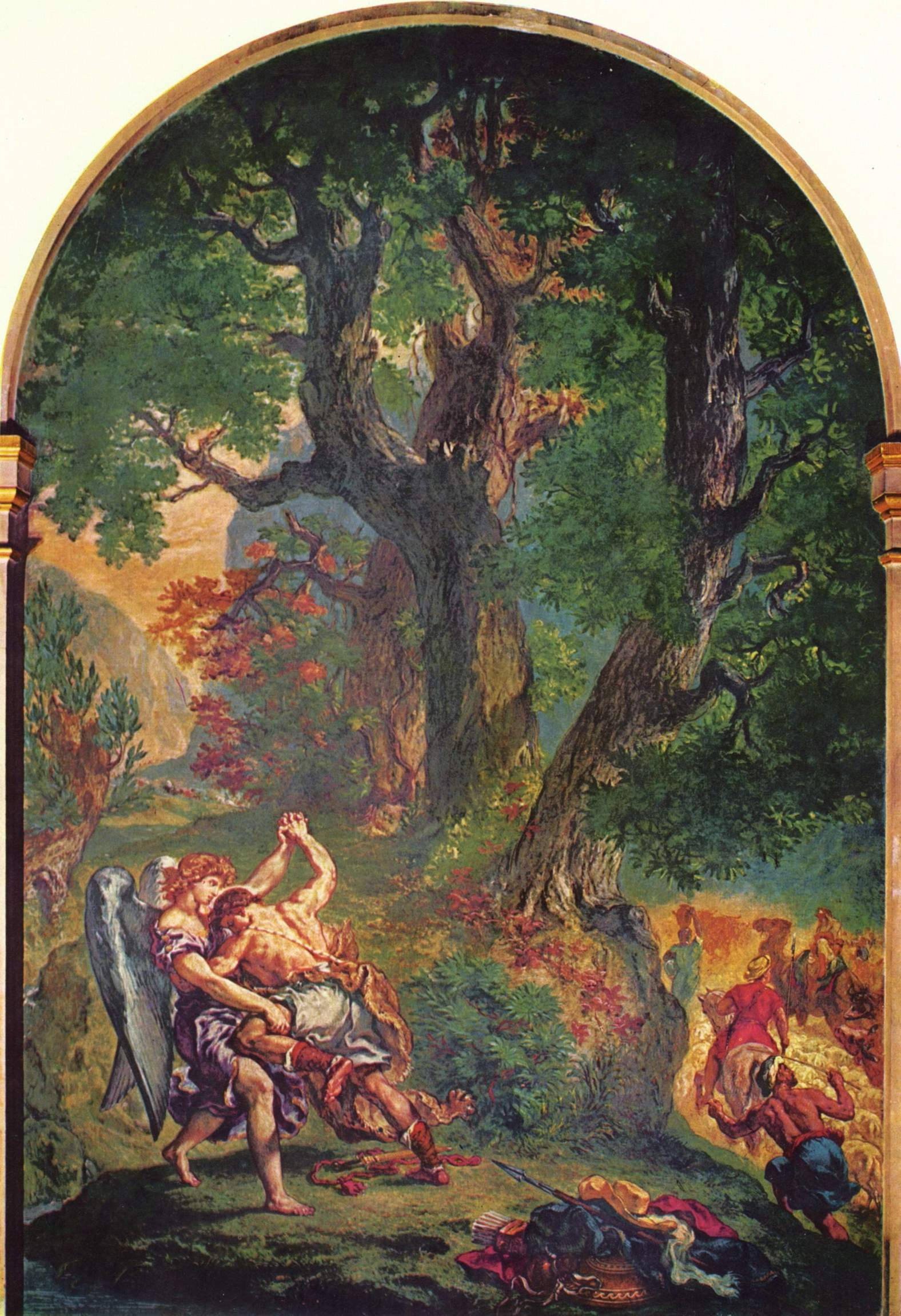
Eugène Delacroix (1861)
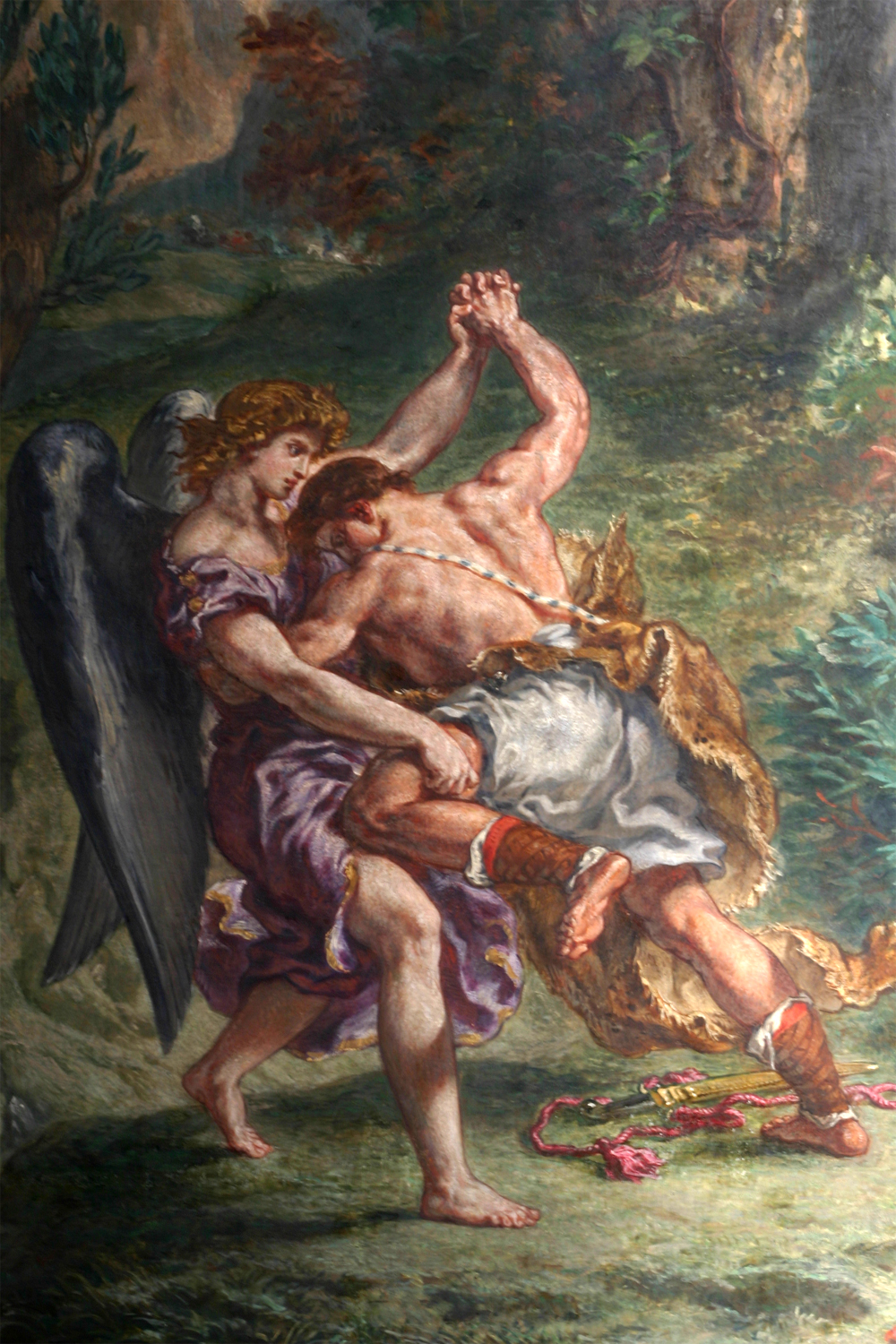
Eugène Delacroix (1861), (detail)
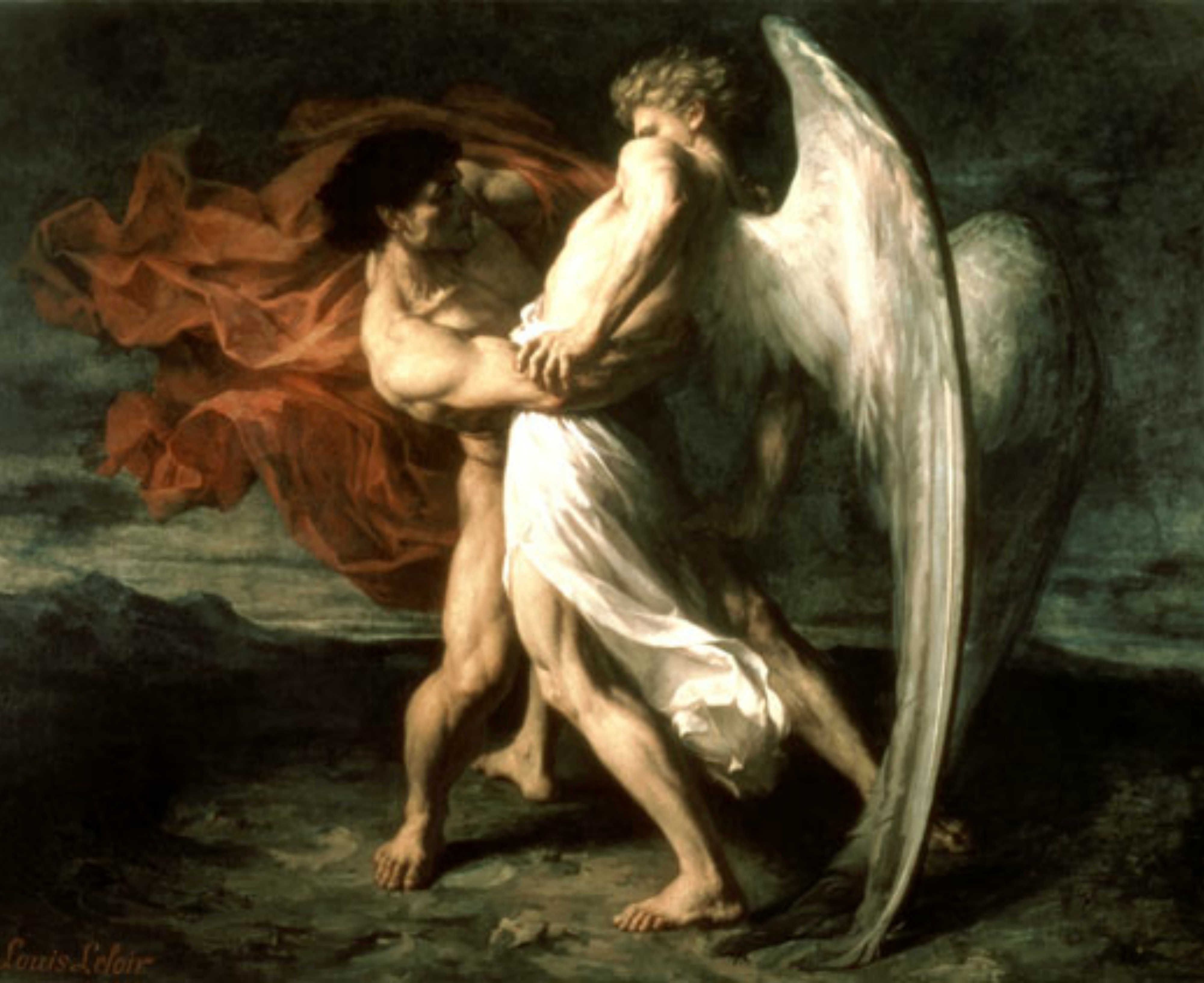
Alexander Louis Leloir (1865)
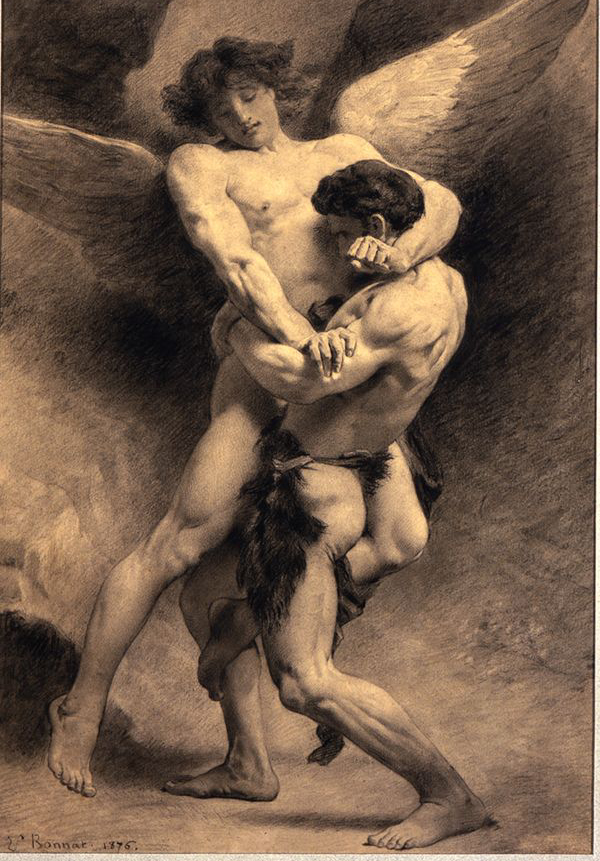
Léon Bonnat (1876)
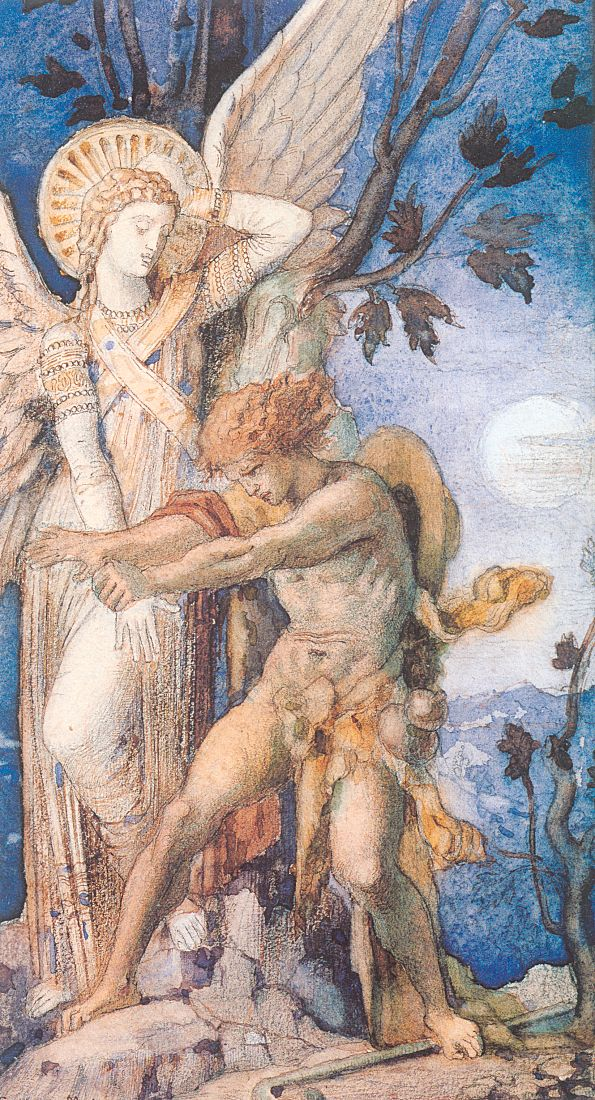
Gustave Moreau (1878)
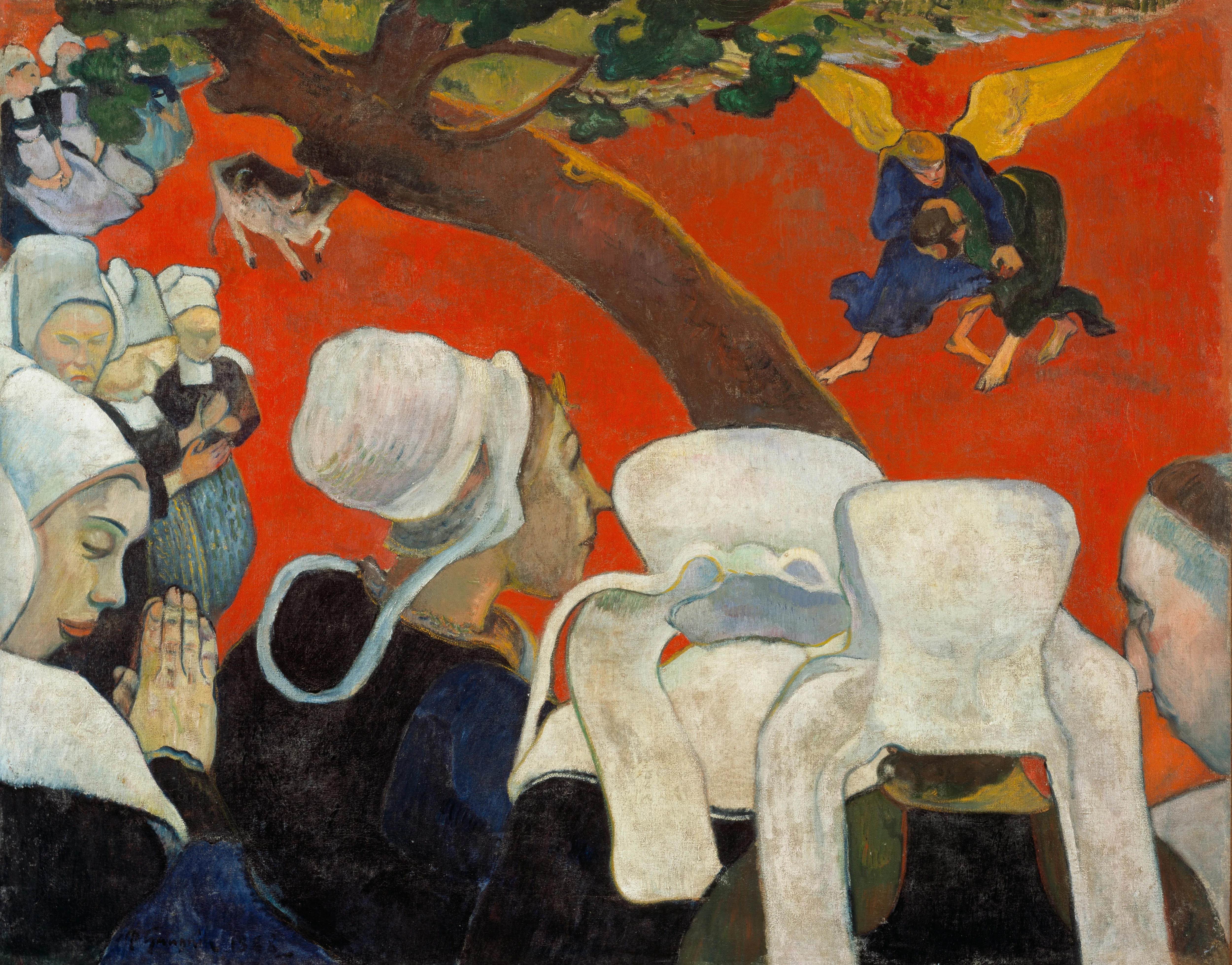
La visión tras el sermón, de Paul Gauguin (1888)